# Cote Lai
Cote Lai est une localité argentine située dans la province du Chaco et dans le département de Tapenagá.

## Démographie
Elle comptait 1 323 habitants (Indec, 2010), ce qui représente une augmentation de 7,3 % par rapport aux 1 233 habitants (Indec, 2001) du recensement précédent. Dans la commune, le nombre total d'habitants était de 1 650 (Indec, 2001).